# Barranc de Roca Alta
El Barranc de Roca Alta és un corrent fluvial de les Garrigues, que neix a la serra de l'Esponar i desemboca al barranc de l'Aranyó.